# 平浪镇
平浪镇，是中华人民共和国贵州省黔南布依族苗族自治州都匀市下辖的一个乡镇级行政单位。
2014年4月14日，贵州省人民政府批复同意都匀市部分乡镇行政区划调整，以原平浪镇、凯口镇、石龙乡地域为新设置的平浪镇行政区域，镇人民政府驻平浪村。

## 行政区划
平浪镇下辖以下地区：
平浪社区、平浪村、文峰村、平坝村、罗雍村、卡鲁村、凯口社区、凯口村、朵罗村、凯酉村、沙拉河村、共和村、甲壤村、谷新村、新龙村、石龙乡和凯口镇。